# Seuneubok (Seulimeum)
Seuneubok is een bestuurslaag in het regentschap Aceh Besar van de provincie Atjeh, Indonesië. Seuneubok telt 639 inwoners (volkstelling 2010).